# Honour Janza
Honour Janza (Lusaka, 15 agosto 1960) è un allenatore di calcio zambiano.

## Carriera
Il 6 agosto 2014 viene nominato il nuovo CT dello Zambia.